# Pseudobarbella doii
Pseudobarbella doii là một loài Rêu trong họ Meteoriaceae. Loài này được (Sakurai) Sakurai miêu tả khoa học đầu tiên năm 1954.